# Nati nel 1904/Gennaio
| Questa pagina contiene informazioni ricavate automaticamente dalle voci biografiche con l'ausilio del template Bio e di un bot. L'aggiornamento è periodico e automatico e ricostruisce completamente la pagina. Se manca una persona in questa lista, sei pregato di non aggiungerla, ma accertati piuttosto che la sua voce biografica contenga il template Bio e che i dati anagrafici siano correttamente compilati. Se il template Bio manca, inseriscilo tu stesso o, in alternativa, metti l'avviso {{tmp\|Bio}} che ne segnala la mancanza. Se i dati riportati sono sbagliati, correggi direttamente la voce biografica; le modifiche saranno visibili in questa lista entro pochi giorni. Per chiarimenti vedi il progetto biografie. La lista contiene solo le 129 persone che sono citate nell'enciclopedia e per le quali è stato implementato correttamente il template Bio. Pagina aggiornata al 26 lug 2025. |

- 1º gennaio - Fazal Ilahi Chaudhry, politico pakistano († 1982)
- 1º gennaio - Leonardo Santini, medico e farmacologo italiano († 1983)
- 1º gennaio - Tsuneo Tomita, scrittore giapponese († 1967)
- 2 gennaio - John Carr, attore statunitense († 1956)
- 2 gennaio - Alessandro Cucciolini, calciatore italiano († 1982)
- 2 gennaio - Lazar' Samojlovič Frenkel', regista cinematografico sovietico († 1978)
- 2 gennaio - Walter Heitler, fisico tedesco († 1981)
- 2 gennaio - Walther Hewel, diplomatico tedesco († 1945)
- 3 gennaio - Boris Kochno, poeta, librettista e sceneggiatore russo († 1990)
- 3 gennaio - Alexandru Popişteanu, militare e aviatore rumeno († 1941)
- 4 gennaio - Dino Arcangeli, aviatore italiano († 1969)
- 4 gennaio - Bruno Calvani, scultore e pittore italiano († 1985)
- 4 gennaio - Erik Chisholm, compositore, direttore d'orchestra e pianista scozzese († 1965)
- 4 gennaio - Audrey Emery, nobile († 1971)
- 4 gennaio - Tom Helmore, attore inglese († 1995)
- 4 gennaio - Angelo Joppi, carabiniere italiano († 1984)
- 4 gennaio - Hjördis Töpel, tuffatrice e nuotatrice svedese († 1987)
- 5 gennaio - Miguel Capuccini, calciatore uruguaiano († 1980)
- 5 gennaio - Erika Morini, violinista austriaca († 1995)
- 6 gennaio - Salvatore Gatto, scrittore e politico italiano
- 6 gennaio - Il'ja Musin, direttore d'orchestra russo († 1999)
- 6 gennaio - Luigi Russo, politico italiano († 1992)
- 6 gennaio - Cesare Zancanaro, calciatore, hockeista su pista e scultore italiano († 1989)
- 7 gennaio - Pierre Allain, alpinista e arrampicatore francese († 2000)
- 7 gennaio - Charles Collins, cantante e attore statunitense († 1999)
- 7 gennaio - Ruth Landshoff, attrice e scrittrice tedesca († 1966)
- 7 gennaio - Edoardo Volterra, giurista e partigiano italiano († 1984)
- 8 gennaio - Peter Arno, illustratore statunitense († 1968)
- 8 gennaio - Karl Brandt, medico, generale e criminale di guerra tedesco († 1948)
- 8 gennaio - Gösta Persson, nuotatore e pallanuotista svedese († 1991)
- 8 gennaio - Tampa Red, cantante e musicista statunitense († 1981)
- 8 gennaio - Piero Sanpaolesi, architetto, storico dell'architettura e restauratore italiano († 1980)
- 9 gennaio - Vincenzo Costa, calciatore italiano
- 9 gennaio - Arkadij Petrovič Gajdar, scrittore sovietico († 1941)
- 9 gennaio - Giorgio La Pira, politico e giurista italiano († 1977)
- 10 gennaio - Zoltán Bitskey, nuotatore ungherese († 1988)
- 10 gennaio - Ray Bolger, attore statunitense († 1987)
- 10 gennaio - József Péter, calciatore ungherese († 1973)
- 11 gennaio - Murray Alper, attore statunitense († 1984)
- 11 gennaio - Alfred Kieffer, calciatore lussemburghese († 1987)
- 12 gennaio - Mississippi Fred McDowell, cantante e chitarrista statunitense († 1972)
- 12 gennaio - Sjef van Run, calciatore olandese († 1973)
- 13 gennaio - Richard Addinsell, compositore britannico († 1977)
- 13 gennaio - Pietro Amigoni, politico italiano († 1963)
- 13 gennaio - Jaakko Friman, pattinatore di velocità su ghiaccio finlandese († 1987)
- 13 gennaio - Fausto Guerzoni, attore italiano († 1967)
- 13 gennaio - József Hatz, schermidore ungherese († 1988)
- 13 gennaio - Alyce McCormick, attrice statunitense († 1932)
- 13 gennaio - Oliver Messel, scenografo inglese († 1978)
- 13 gennaio - Ewa Olliwier, tuffatrice svedese († 1955)
- 14 gennaio - Henri-Georges Adam, scultore e pittore francese († 1967)
- 14 gennaio - Luigi Bajardi, allenatore di calcio e calciatore italiano († 1977)
- 14 gennaio - Cecil Beaton, fotografo e costumista britannico († 1980)
- 14 gennaio - Tiberio Condello, attore, scrittore e poeta italiano († 1962)
- 14 gennaio - Odoacre Pardini, calciatore e allenatore di calcio italiano († 1977)
- 15 gennaio - Gunnar Åström, calciatore finlandese († 1952)
- 15 gennaio - Harold Jefferson Coolidge, zoologo statunitense († 1985)
- 15 gennaio - Eddie DeLange, cantautore statunitense († 1949)
- 15 gennaio - William Findlay, calciatore statunitense († 1981)
- 15 gennaio - Paride Stefanini, chirurgo italiano († 1981)
- 15 gennaio - Cosme Vázquez, calciatore spagnolo († 1976)
- 16 gennaio - Fricis Dambrēvics, calciatore lettone († 1962)
- 16 gennaio - Dorothy Eady, scrittrice e egittologa inglese († 1981)
- 16 gennaio - Alfio Giorgetti, calciatore italiano
- 16 gennaio - Åke Anders Edvard Wallenquist, astronomo svedese († 1994)
- 17 gennaio - Carlo Colognatti, giornalista e politico italiano († 1961)
- 17 gennaio - Glen Graham, astista statunitense († 1986)
- 17 gennaio - Patsy Ruth Miller, attrice statunitense († 1995)
- 18 gennaio - Boris Andreevič Babočkin, regista cinematografico sovietico († 1975)
- 18 gennaio - Cary Grant, attore britannico († 1986)
- 18 gennaio - John Axel Nannfeldt, micologo e botanico svedese († 1985)
- 19 gennaio - Francesco Cacciatore, politico e sindacalista italiano († 1983)
- 19 gennaio - Gonzalo Curiel, pianista e compositore messicano († 1958)
- 19 gennaio - Ralph Saint-Germain, hockeista su ghiaccio canadese († 1974)
- 19 gennaio - Lajos Weber, calciatore ungherese († 1959)
- 20 gennaio - René Albrecht-Carrié, storico statunitense († 1978)
- 20 gennaio - Genesio Bozzoni, calciatore italiano († 1961)
- 20 gennaio - Renato Caccioppoli, matematico italiano († 1959)
- 20 gennaio - Al Lindley, canottiere statunitense († 1951)
- 21 gennaio - Richard Palmer Blackmur, poeta e critico letterario statunitense († 1965)
- 21 gennaio - Giorgio Cidri, allenatore di calcio e calciatore italiano († 1947)
- 21 gennaio - Puck van Heel, calciatore olandese († 1984)
- 21 gennaio - Boļeslavs Maikovskis, militare lettone († 1996)
- 21 gennaio - Jack Porter, hockeista su ghiaccio canadese († 1997)
- 22 gennaio - Mario Albertelli, direttore della fotografia italiano († 1966)
- 22 gennaio - George Balanchine, coreografo e danzatore russo († 1983)
- 22 gennaio - Gualtiero Benardelli, ufficiale, esploratore e diplomatico italiano († 1972)
- 23 gennaio - Michele Alboreto, scrittore, calciatore e allenatore di calcio italiano († 2003)
- 23 gennaio - Michele Arslan, medico italiano († 1988)
- 23 gennaio - István Beneda, calciatore ungherese († 1970)
- 23 gennaio - Pasquale Morino, pittore italiano († 1975)
- 23 gennaio - Danijel Premerl, calciatore jugoslavo († 1975)
- 24 gennaio - Jaap van de Griend, calciatore olandese († 1970)
- 24 gennaio - Berta Karlik, fisica austriaca († 1990)
- 24 gennaio - Ancel Keys, biologo, fisiologo e epidemiologo statunitense († 2004)
- 24 gennaio - Cayetano Ordóñez, torero spagnolo († 1961)
- 24 gennaio - Wivan Pettersson, nuotatrice svedese († 1976)
- 24 gennaio - Mino Rosso, scultore e pittore italiano († 1963)
- 24 gennaio - Orlando Tognotti, calciatore e allenatore di calcio italiano († 1963)
- 25 gennaio - Ernst Blum, calciatore tedesco († 1980)
- 25 gennaio - Albert De Roocker, schermidore belga († 1989)
- 25 gennaio - Tat'jana Gureckaja, attrice sovietica († 1983)
- 25 gennaio - Riccardo Mottola, calciatore italiano
- 25 gennaio - Eugenio Mario Raffo, artista italiano († 1994)
- 26 gennaio - Walter Bigiavi, giurista italiano († 1968)
- 26 gennaio - Renato Clerici, calciatore italiano († 1975)
- 26 gennaio - Jean Facchinetti, calciatore svizzero († 1965)
- 26 gennaio - Chandler House, montatore e attore statunitense († 1982)
- 26 gennaio - Seán MacBride, politico irlandese († 1988)
- 26 gennaio - Andrew Marton, regista, montatore e produttore cinematografico ungherese († 1992)
- 26 gennaio - Casimiro Morcillo González, arcivescovo cattolico spagnolo († 1971)
- 26 gennaio - Marcus Nikkanen, pattinatore artistico su ghiaccio finlandese († 1985)
- 26 gennaio - Giuseppe Tarlao, calciatore italiano († 1978)
- 27 gennaio - Gustavo Comollo, partigiano italiano († 2000)
- 27 gennaio - James Gibson, psicologo statunitense († 1979)
- 27 gennaio - Willie McLean, calciatore scozzese († 1977)
- 28 gennaio - Pierina Campanella, dirigente d'azienda italiana († 2006)
- 28 gennaio - Valerij Solovcov, attore sovietico († 1977)
- 29 gennaio - Kurt Epstein, pallanuotista cecoslovacco († 1975)
- 29 gennaio - Arnold Gehlen, filosofo, antropologo e sociologo tedesco († 1976)
- 29 gennaio - José Gómez Abad, pittore spagnolo († 1993)
- 29 gennaio - Jan Koželuh, tennista cecoslovacco († 1979)
- 29 gennaio - Gualtieri di San Lazzaro, scrittore e editore italiano († 1974)
- 29 gennaio - Lidia Zamenhof, esperantista e traduttrice polacca († 1942)
- 30 gennaio - Giorgio Bergamasco, politico e avvocato italiano († 1990)
- 30 gennaio - Edoardo Giordano, pittore e ceramista italiano († 1974)
- 30 gennaio - Joseph de Finance, presbitero, filosofo e teologo francese († 2000)
- 30 gennaio - Aleksandrs Ābrams, calciatore lettone († 1958)
- 31 gennaio - Francesco Minerva, arcivescovo cattolico italiano († 2004)